# George Bowering
George Bowering (ur. 1 grudnia 1935 w Penticton) – kanadyjski pisarz anglojęzyczny.

## Życiorys
Służył jako fotograf lotniczy w Royal Canadian Air Force, później studiował na Uniwersytecie Kolumbii Brytyjskiej, od 1963 wykładał na Uniwersytecie w Calgary, następnie odbywał studia doktoranckie na Uniwersytecie Zachodniego Ontario. Na uniwersytetach poznał wielu kanadyjskich poetów. Opublikował ponad sto tomów wierszy. Inspirował się twórczością amerykańskich pozytywistów, zwłaszcza Roberta Creeleya. Jego wiersze są pisane oszczędnym, często kolokwialnym językiem. Ważniejsze jego zbiory poezji to Sticks and Stones (1963), Rocky Mountain Foot (1968), The Gangs of Kosmos (1969) i Kerrisdale Elegies (1984). Jest również autorem opowiadań zebranych m.in. w tomach Flycatcher & and Other Stories (1974), The Rain Barrel (1994) i powieści, np. Burning Water (1980), Shoot! (1994), nawiązujących do postmodernizmu, w których w ironiczny i parodystyczny sposób wykorzystuje konwencje gatunkowe, podejmując intelektualną grę z czytelnikiem. Jest także krytykiem literackim i wydawcą. Do przejścia na emeryturę w 2001 wykładał na Simon Fraser University. Otrzymał wiele nagród literackich, w 2003 został oficerem Orderu Kanady, a w 2004 został odznaczony Orderem Kolumbii Brytyjskiej.